# UTC−04:30
| Južni poletni/severni standardni čas Morska območja | Severni poletni/južni standardni čas Standardni čas vse leto |

UTC−04:30 je časovni pas z zamikom −4 ure in 30 minut glede na univerzalni koordinirani čas (UTC). Ta čas se uporablja na naslednjih ozemljih:

## Kot standardni čas (vse leto)

### Južna Amerika
- Venezuela (od 2007, pred tem so uporabljali UTC−04:00)[1]